# Longjing, Yanbian
Longjing, tidigare stavat Lungchingtsun, är en stad på häradsnivå som är i belägen i Yanbian, en autonom prefektur för koreaner i Jilin-provinsen i nordöstra Kina. Den ligger omkring 360 kilometer öster om provinshuvudstaden Changchun. Orten är på den kinesiska sidan av Tumenfloden intill den nordkoreanska staden Hoeryong.
Orten öppnades för utländsk handel 1910 enligt ett fördrag med japanska imperiet.